# Paolo Montagnani
Paolo Montagnani (Livorno, 28 giugno 1968) è un ex pallavolista e allenatore di pallavolo italiano.

## Carriera
La carriera di Paolo Montagnani inizia nella squadra della sua città, la Tomei Livorno Pallavolo, con la quale conquista una promozione dalla Serie B1 alla Serie A2, prima di passare per un anno alla Pallavolo Calenzano, in Serie B2. L'esordio nella massima serie avviene nel 1990-91 con la maglia del Volley Team Agrigento; successivamente passa al Volley Gonzaga Milano, dove vince la Coppa delle Coppe 1992-93 e arriva per due volte in finale scudetto. Terminata questa esperienza continua la sua carriera fra Serie A2 e Serie B1, ottenendo due promozioni dalla terza alla seconda categoria, con la Pallavolo Torino nel 1998-99 e con il Pineto Volley nel 2004-05; veste inoltre le maglie di Pallavolo Parma, Cagliari Volley, Spezia Volley e Cosenza Pallavolo.
A partire dall'annata 2005-06 inizia la sua esperienza come allenatore, alla guida della Tomei Livorno Pallavolo; dopo due campionati in Toscana passa alla Top Volley di Latina, in Serie A1, come vice di Flavio Gulinelli. Nella stagione successiva fa il suo esordio come primo allenatore ai massimi livelli, venendo ingaggiato dal Pineto Volley; passa poi per pochi mesi alla Prisma Volley, esperienza conclusa con l'esonero a metà campionato. Nel 2010-11 si trasferisce alla Pallavolo Padova, dove ottiene la promozione in Serie A1, senza però riuscire a mantenere la categoria nel campionato seguente.
Nel 2012-13 l'allenatore toscano viene tesserato dai Suntory Sunbirds, squadra militante nel massimo campionato giapponese: in due annate ottiene il successo nel Torneo Kurowashiki 2013. Il ritorno in Italia avviene nel 2014-15, con la chiamata della Pallavolo Città di Castello, dalla quale viene esonerato ad inizio 2015.
Nel novembre 2015 viene chiamato dalla Pallavolo Molfetta a ricoprire il ruolo lasciato libero dall'improvviso addio di Flavio Gulinelli. Lascia, per motivi personali, nel febbraio 2016, con la squadra in sesta posizione.
Nella stagione 2016-17 è impegnato alla guida del Tuscania, in Serie A2, dove resta due annate prima di passare al Massa per il campionato 2018-19, sempre nel campionato cadetto.
Per la stagione 2019-20 si trasferisce in Polonia, accasandosi all'AZS Olsztyn con cui disputa la Polska Liga Siatkówki.
Nella stagione 2021-22 torna in Italia, accasandosi all'Emma Villas Siena, sostituendo Lorenzo Tubertini, esonerato dopo appena tre giornate. 

## Palmarès
- Coppa delle Coppe: 1

1992-93
- Torneo Kurowashiki: 1

2013